# 清瀧権現

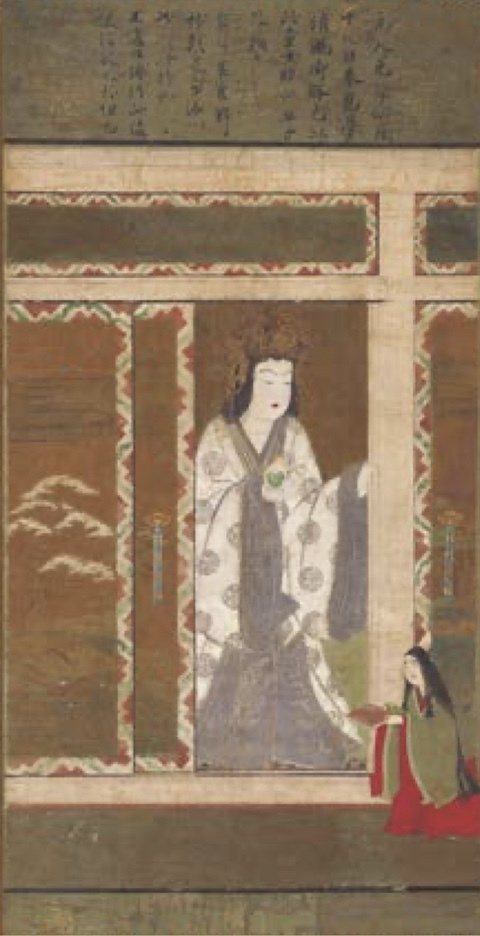
絹本著色清瀧権現像（畠山記念館）鎌倉時代

清瀧権現（せいりゅうごんげん または せいりょうごんげん）は、京都市伏見区所在の真言宗醍醐派総本山、醍醐寺の守護女神。清瀧大権現とも呼称され、清滝権現とも書く（「瀧」は「滝」の旧字）。本地仏は准胝観音と如意輪観音である。

## 沿革
清瀧権現は経軌（経文と儀軌）には説かれておらず、空海の御遺告によると、インド神話に登場する八大竜王の一、沙掲羅（しゃがら、サガーラ）の第三王女（一説には第四王女とも伝えられる）である善女（善如）龍王で、無熱地に住していた。龍に善悪あるが、善女龍王は害を加えない善龍であり、真言の奥義を敬って出現した8寸（2.5 cm）の金色蛇で9尺（3 m弱）の蛇の頂上に位置するという。空海が神泉苑で請雨修法の際に出現したという。
善女龍王は密教を守護していた中国・青龍寺に飛来して同寺の鎮守（守護神）「清龍」となった。後年、弘法大師空海が青龍寺を訪れ仏法を学んだ際、三昧耶戒を授けてほしいと懇請したが許されなかった。空海が帰国する際に船中に現れて密教を守護することを誓ったため、京都洛西の高雄山麓に勧請された。
その際、海を渡ったので龍の字に「さんずい」を加えて日本では「清瀧権現」と敬称するようになった。高雄山麓の川も清滝（）と改称した。また恵運も迎えて安祥寺に勧請した。
清瀧権現は日本に飛来し複数の寺を巡った後、900年（昌泰3年）ころに聖宝により現在の安置所である醍醐寺山頂に降臨し留まった。以後同寺に伝えられる真言密教を守護する女神となった。
1097年（承徳元年）、勝覚が醍醐寺の山上と山下に分祀。それぞれに本殿と拝殿を持つが、清瀧権現が降臨したと伝えられる醍醐水泉の正面に建つ「上醍醐」の「清瀧宮拝殿」は室町時代の建立で国宝、醍醐山麓「下醍醐」境内に建つ「清瀧宮本殿」は国の重要文化財となっている。

## 清瀧権現を祭る主な社寺
清瀧権現は主に密教の鎮守神として各地の寺院に祭られている。以下は代表的なものである。また清瀧権現は神社でも祭られていたが、明治の神仏分離令以降は祭神を「大綿津見神」に変更するなどしている例がある（浦安の清瀧神社など）。
- 青龍宮 - 京都市右京区梅ケ畑御経坂町に鎮座。一間社流造。現地の案内板によるともと高野山神護寺の鎮守だったという。
- 上醍醐 - 清瀧宮拝殿と本殿。拝殿は国宝。
- 下醍醐 - 山上の上醍醐から参拝至便な山下に勧請されたもの。拝殿と本殿があり、本殿は重文。
- 川崎大師 - 醍醐寺から勧請されたという清瀧権現堂がある。
- 成田山新勝寺 - 鎮守社である清瀧権現堂（1732年建立）に地主妙見とともに祭られている。
- 高尾山薬王院 - 行場「蛇滝」に青龍堂があり「青龍大権現」が祭られる。
- 高野山 - 金剛峯寺壇上伽藍、阿字池そばに「清瀧大権現社」がある。
- 西笠取清瀧宮 - 祭神は瓊瓊杵尊。醍醐山東麓に鎮座。「清瀧宮の月見」は笠取八景の一。
- 東笠取清瀧宮 - 祭神は大山祇神。笠取山中に鎮座。

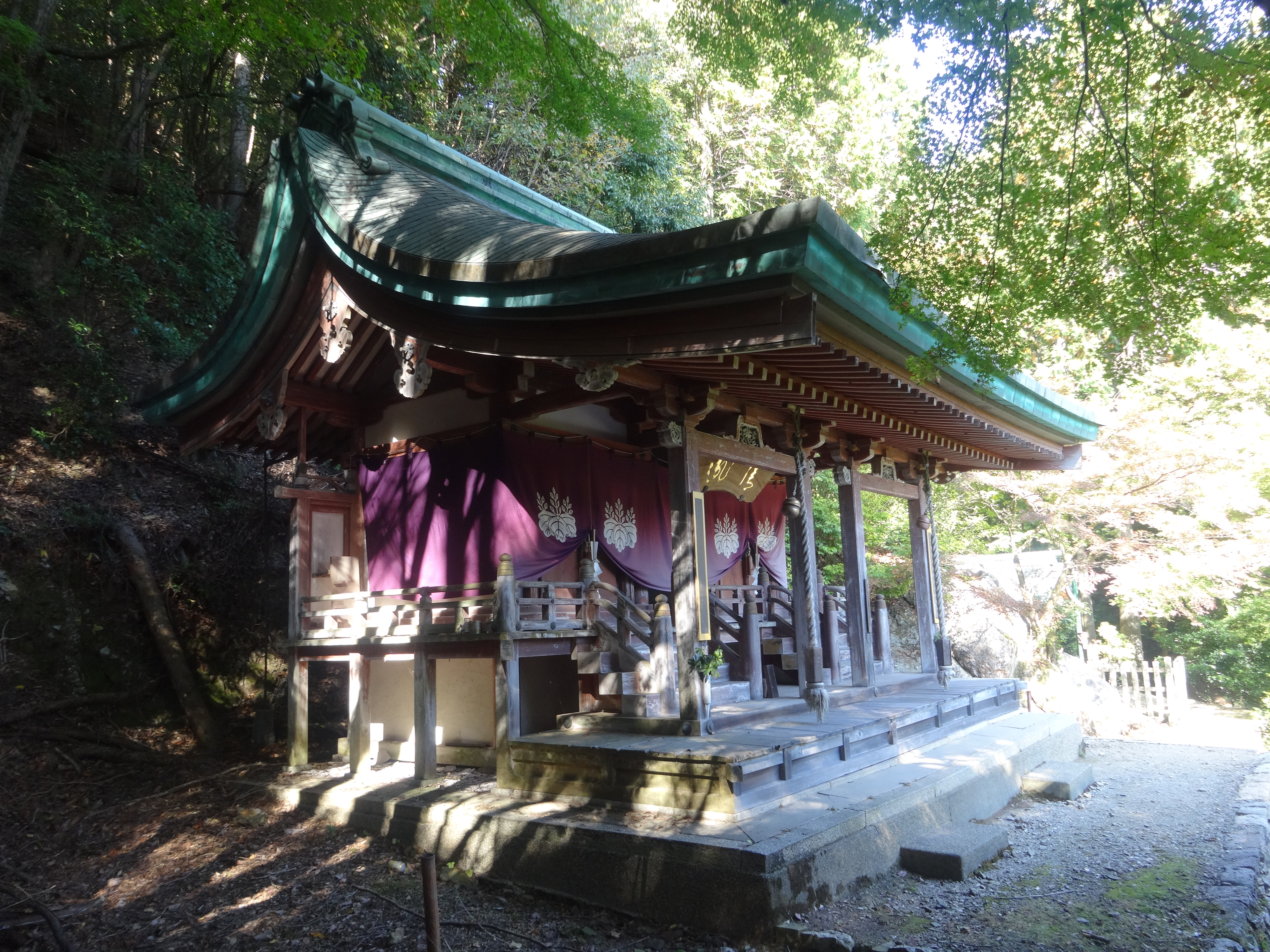
清瀧権現を祭る清瀧宮本殿（醍醐寺・上醍醐 京都市・伏見区）
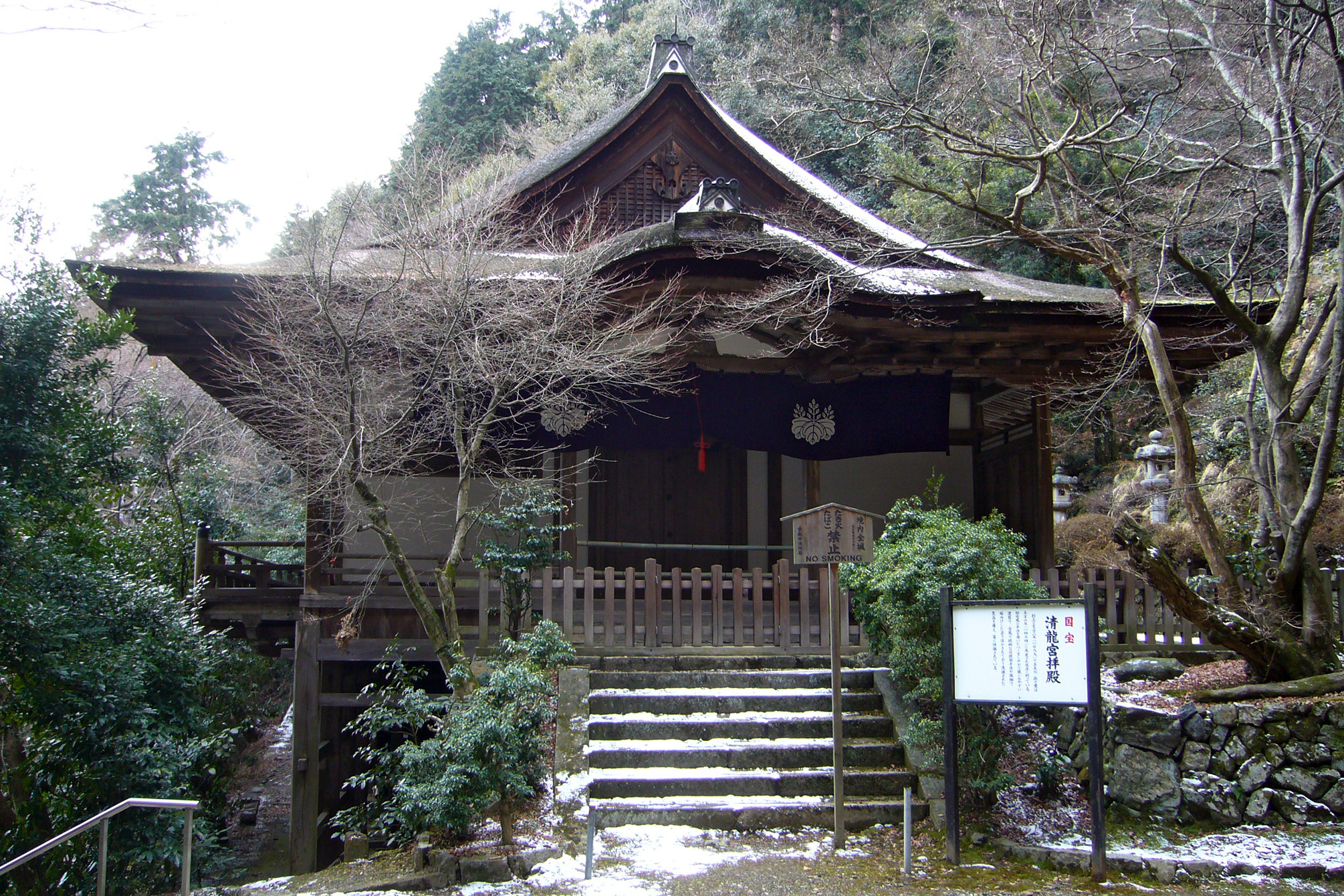
清龍宮拝殿（醍醐寺・上醍醐・国宝）
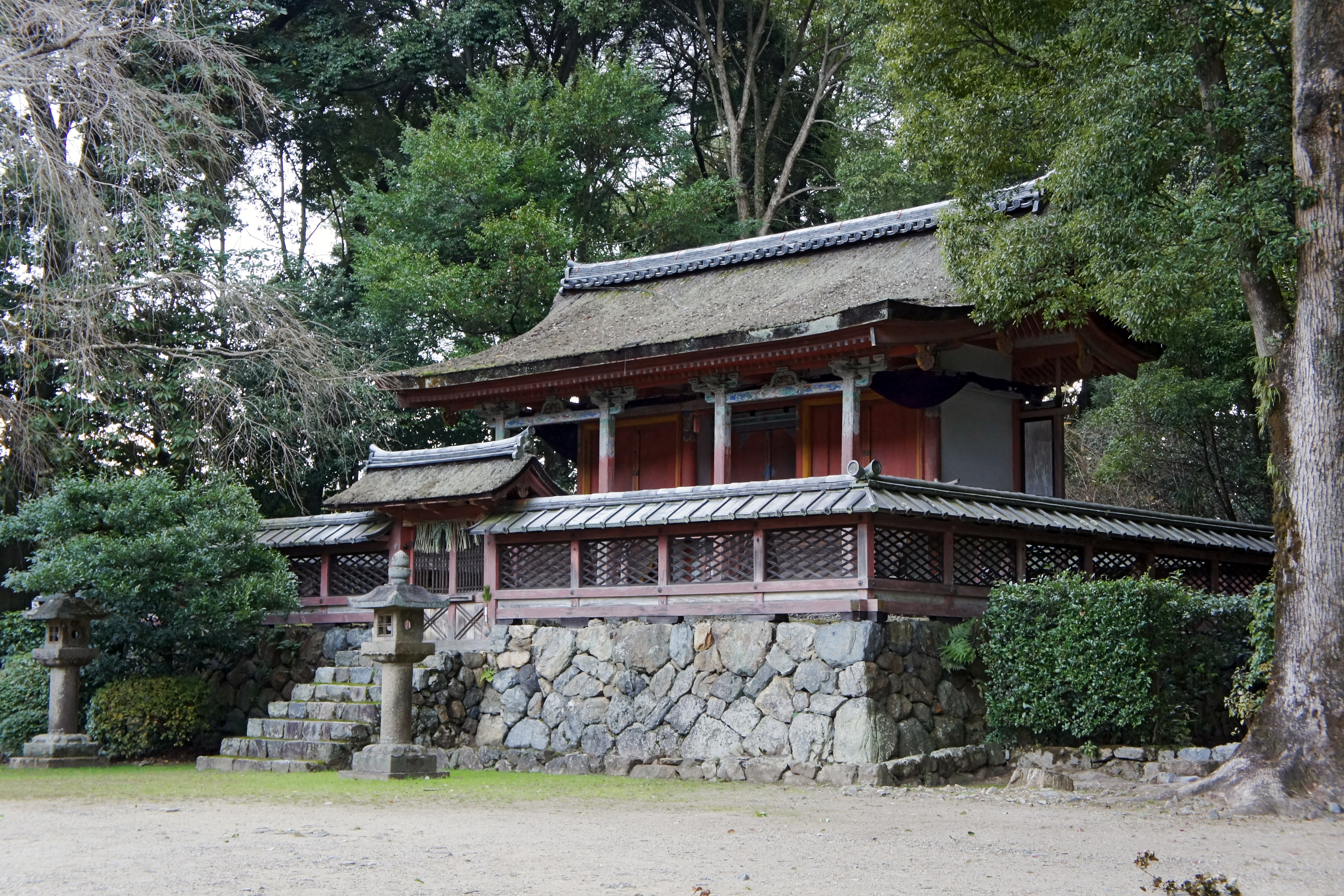
清瀧宮本殿（下醍醐・重文）
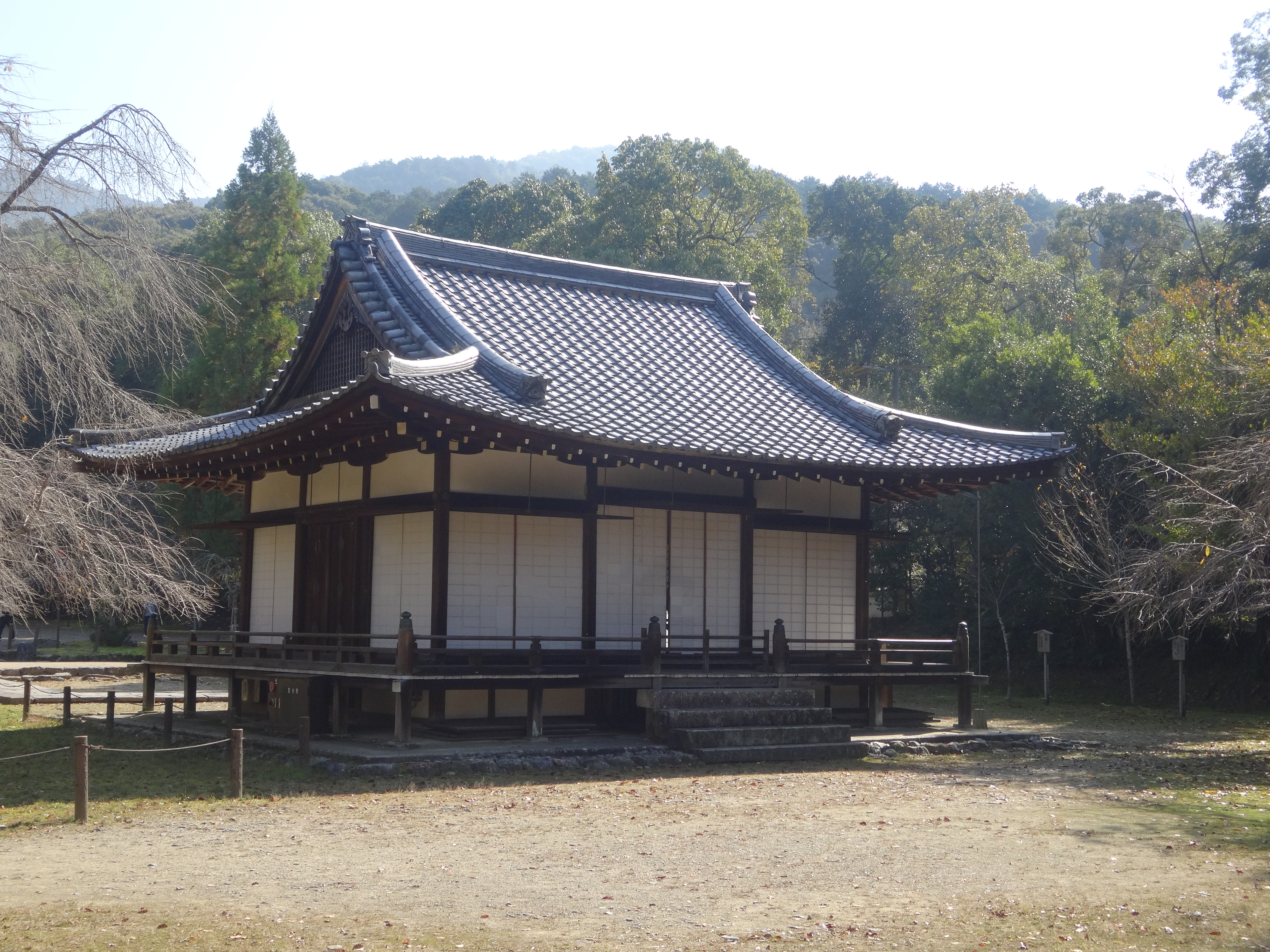
清瀧宮拝殿（下醍醐）
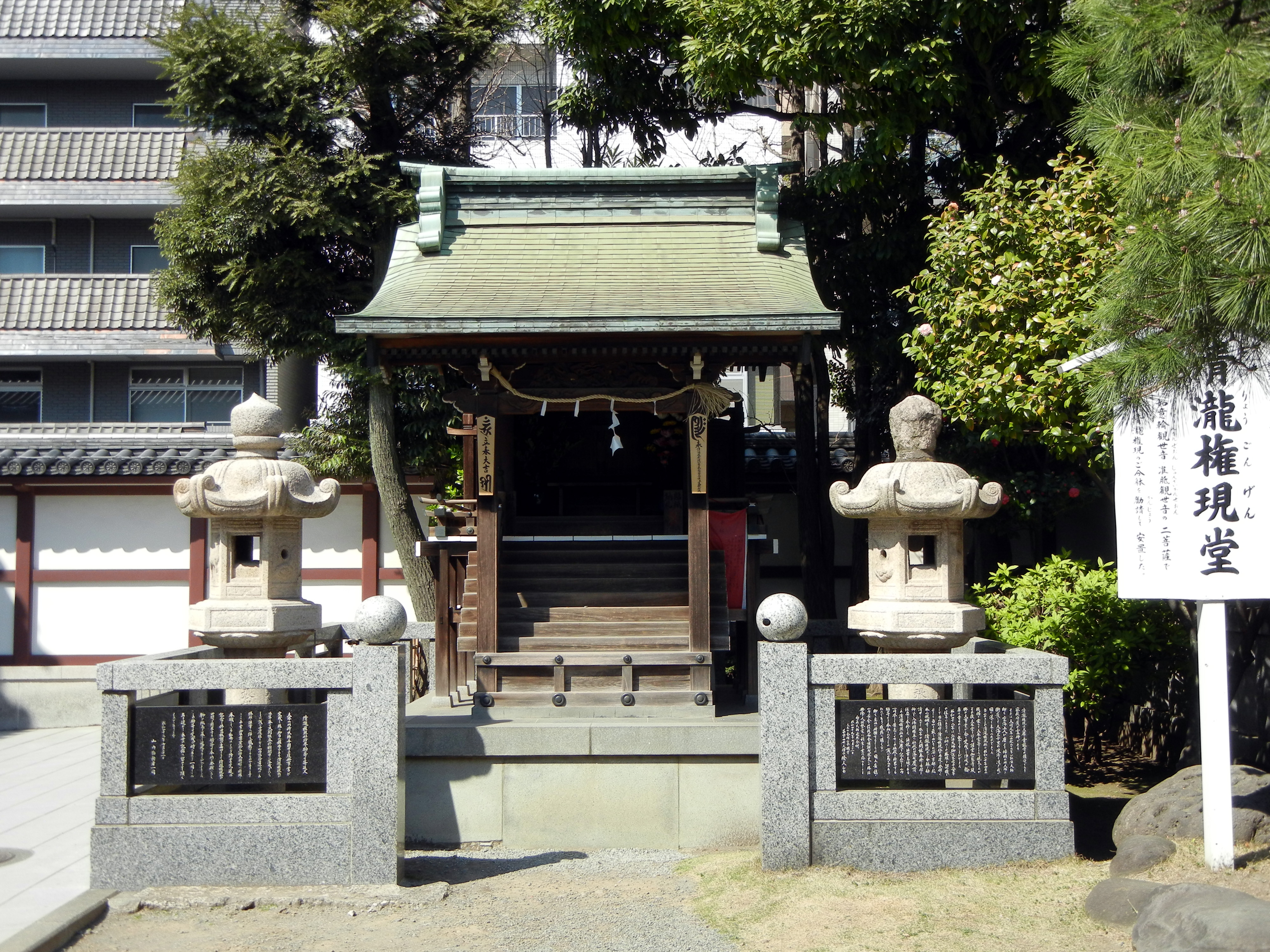
清瀧権現堂（川崎大師 神奈川県川崎市）